# Antonio Brea
Antonio Brea (Nizza, ... – 1527) è stato un pittore italiano rinascimentale, fratello del più famoso Ludovico e del meno noto Pietro.

## Biografia
Operò nel nizzardo e in Liguria occidentale. Sue opere sono custodite a Nizza, Genova, Riva Ligure e Diano Borello.
Di lui si conosce ben poco; ai suoi esordi eseguì, assieme al congiunto veneziano Antonio Ronzen, il Sant'Antonio del polittico del 1504, in mostra a Genova nel Palazzo Bianco.
Nel 1516 realizzò il polittico di San Michele Arcangelo a Diano Borello e due anni dopo, nel 1518, realizzò il polittico della Madonna della consolazione e della Madonna col Bambino a Diano Borganzo. Sempre assieme al Ronzen firmò nel 1522 un San Giuseppe e santi per la chiesa di San Luigi a Marsiglia.
Le figure all'interno di questi due polittici risultano esili e slanciate, manierate con la grazia degli atteggiamenti e delle espressioni.
Le opere di Antonio Brea si caratterizzarono anche per l'influenza di Ludovico Brea e di quella quattrocentesca delle scuole pittoriche dell'Italia settentrionale, per le rifiniture minuziose e per un calcolato gusto.
In Ligura svolsero la loro attività come pittori Ludovico ed il suo imitatore Antonio Brea, oltre che del figlio di quest'ultimo, Francesco Brea.

## Le opere
Del Brea  sono conosciute diverse opere, alcune delle quali andate perdute.
- 1504 - Sant'Antonio, per la chiesa di Costarainera
- 1516 - Polittico di San Michele Arcangelo
- 1517 - S. Giovanni Battista per l'omonima chiesa di Bonson
- 1517 - S. Mauro (disperso) per la chiesa di Villefranche
- 1518 - Polittico della Madonna della consolazione
- 1522 - S. Giuseppe e santi, per. la chiesa di S. Luigi a Marsiglia

### Il polittico di San Michele Arcangelo
Il polittico di San Michele Arcangelo di Diano Borello è datato 1516. Per i 500 anni dell'opera è stato deciso di restaurare l'opera. Nel 2014 è iniziato il restauro che è durato solo un anno; una volta terminato l'intervento, è stato esposto nell'Oratorio di Santa Maria Maddalena di Laigueglia.